# Lago O'Higgins/San Martín
El Lago O'Higgins/San Martín es un cuerpo de agua superficial léntico ubicado en la Patagonia y compartido por Chile y Argentina. El lago es conocido en cada país con el nombre de los libertadores respectivos: en Chile es conocido como lago O'Higgins en honor a Bernardo O'Higgins, mientras que en Argentina se denomina lago San Martín en honor a José de San Martín.

## Ubicación y descripción
Se sitúa a 255 m de altitud en los Andes Patagónicos y tiene una superficie de 1013 km², de los cuales 554 km² están en la región chilena de Aysén del General Carlos Ibáñez del Campo y los restantes 459 km² pertenecen a la provincia argentina de Santa Cruz.
El lago, con más de 8 brazos, es uno de los más irregulares y de mayor tamaño de la Patagonia, siendo alimentado por los deshielos de glaciares del Campo de Hielo Patagónico Sur y algunos ríos como el río Mayer que, procedente de Argentina, desemboca en el lago en los alrededores de Villa O'Higgins.

## Hidrografía
El lago desagua al océano Pacífico a través del río Pascua, en el fiordo Calén, en las cercanías del golfo de Penas.
Una investigación realizada en 2003 por expertos del CECS reveló que el lago tiene una profundidad máxima de 836 metros, en el brazo del Glaciar O'Higgins, que lo convierten en el más profundo de América y el quinto en el mundo.

## Historia
Los terrenos que rodean al lago son más bien pobres. En la parte sur del lago, cerca del antiguo paradero aonikenk de Kelt Aiken o Kelt Aike (kelt significa «témpano»), se instalaron entre 1902 y 1918 inmigrantes europeos, principalmente británicos y escandinavos. En 1918 llegaron colonos chilenos y argentinos, que se repartieron por sus costas y valles interiores. En 1966 se funda Villa O'Higgins, en la desembocadura del río Mayer, que sería el primer poblado de la zona.
Debido a los fuertes vientos, la navegación del lago puede ser peligrosa. En 1904 escribía Clemente Onelli: 

«El lago San Martín es de todos los lagos del sur el que tiene más frecuentes golpes de viento y de direcciones más opuestas».

 Para la exploración del lago vino un capitán de Escandinavia quien construyó una primera embarcación bautizada «Los Andes» que aún existía en los relatos de los pobladores durante los años 1930. Posteriormente, pequeñas embarcaciones de madera dirigidas por hábiles navegantes chilenos lograron la conectividad del lago. Hoy existen diversas embarcaciones que recorren el lago para dar conectividad a pobladores y para visitar el glaciar O'Higgins, uno de los glaciares más grandes de la Patagonia y que cada año atrae a miles de viajeros.
Luis Risopatrón lo describía 1924 en su Diccionario Jeográfico de Chile:
San Martin (Lago) 48° 49' 72° 45' Tiene unos 960 km5 de superficie, se encuentra a 285 m de altitud, es de aguas azules, que contrastan con el verde oscuro de los bosques de sus riberas i se bifurca en varios canales i brazos, que forman intrincados vericuetos, encerrados por cordones nevados, de cuyas cumbres, en la parte W, descienden ventisqueros, con bocas que descansan a veces en las riberas mismas del lago i de los que se desprenden témpanos, que los vientos del W hacen navegar por sus diversas secciones; el agua alcanza en las diferentes épocas, una diferencia de nivel de 8 m i se ha medido 170 m de profundidad a 800 m de la costa, en el brazo de El Desahue. Es atravesado por la línea de límites con la Arjentina; el hito divisorio construido en la ribera S, en 1903. se halla a 294 m de altitud, 121, p. 28, 49, 50 i 86; 122, p. 167; 134; i 156.
En los últimos años, en el río Pascua, que desagua el lago, se proyectó construir tres presas para generación eléctrica.

## Población, economía y ecología

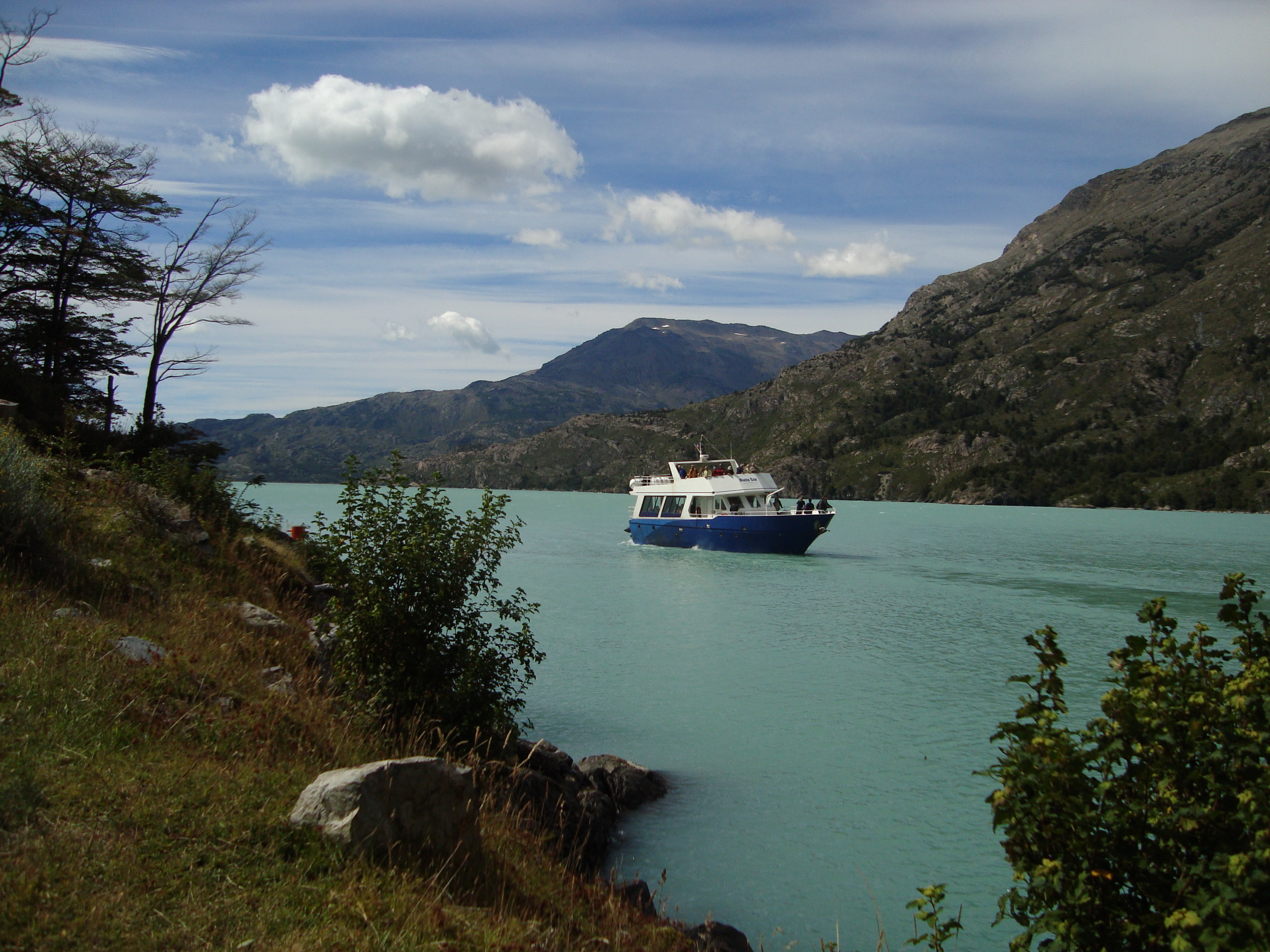
Ferry hacia el Lago O'Higgins.

El principal asentamiento es Villa O'Higgins, ubicado en el extremo norte del brazo NorOriental del lago. También merece una referencia Candelario Mancilla, asentamiento de pobladores y Aduana, localizado en la costa sur, lugar de paso obligado para los viajeros que realizan el Cruce de los Andes Patagónicos, uniendo Villa O'Higgins con El Chaltén, en Argentina.
SERNATUR la describe como:: 46 
El lago O'Higgins se ubica en la Patagonia y es compartido por Argentina (lago San Martín) y Chile (lago O'HIGGINS). El lago tiene una superficie de 1.013 km² y se sitúa a 255 m de altitud en los Andes Patagónicos. De su superficie total, 554 km² están en Chile. El lago, con más de ocho brazos es uno de los más irregulares y de mayor tamaño de la Patagonia, siendo alimentado por los deshielos de glaciares de Campos de Hielo Sur y algunos ríos como el río Mayer que, procedente de Argentina, desemboca en el lago en los alrededores de Villa O'Higgins.